# گمینا میخاوووو
گمینا میخاوووو (به لهستانی:  Gmina Michałowo) یک گمینا در لهستان است که در شهرستان بیاوستوک واقع شده‌است. گمینا میخاوووو ۴۰۹٫۱۹ کیلومتر مربع مساحت و ۷٬۲۶۳ نفر جمعیت دارد.